# Eidgenössische Volksinitiative «Für Ehe und Familie – gegen die Heiratsstrafe»
Die eidgenössische Volksinitiative «Für Ehe und Familie – gegen die Heiratsstrafe» ist eine Volksinitiative der Christlichdemokratischen Volkspartei (CVP), über die am 28. Februar 2016 abgestimmt wurde. Die Initiative zielte auf die Beseitigung von als «Heiratsstrafe» bezeichneten steuerlichen Benachteiligungen ab, die Ehepaare unter bestimmten Umständen zu erdulden haben. Sie scheiterte am Volksmehr, obgleich sie das Ständemehr erlangte.
Im April 2019 wurde die Abstimmung in einem historischen Entscheid auf Grund fehlerhafter Informationen seitens des Bundesrates durch das Bundesgericht annulliert. Im Januar 2020 schliesslich gab die CVP bekannt, die Initiative nicht nochmals zur Abstimmung zu bringen und stattdessen eine neue Initiative zu lancieren.

## Initiative

### Einreichung
Die Initiative wurde am 5. November 2012 mit 120'161 gültigen Unterschriften eingereicht.

### Inhalt
Die Volksinitiative verlangte, die existierende Benachteiligung von Ehepaaren gegenüber Konkubinatspaaren zu beseitigen.
Beispiel zur Veranschaulichung: Grundsätzlich gibt es die sog. Steuerprogression: Je mehr man verdient, desto höher ist der Steuersatz. Jemand, der CHF 20’000 verdient, zahlt nicht nur absolut (in CHF) weniger Steuern, sondern auch relativ (in %) weniger, als jemand, der CHF 200’000 verdient. Wenn nun ein Ehepartner z. B. CHF 200’000 verdient und der andere CHF 20’000, dann werden diese beiden Einkommen addiert zu CHF 220’000 und damit die CHF 20’000 zum höheren Steuersatz besteuert (der Steuersatz der für die Summe der Einkommen gilt). Wenn das Ehepaar sich scheiden lassen würde resp. im Konkubinat leben würde, dann müsste die Person mit den CHF 20’000 signifikant weniger Steuern zahlen. Deswegen spricht man von der “Heiratsstrafe”: Sobald man verheiratet ist, zahlt man mehr Steuern (dies gilt nicht in allen Fällen, aber in den meisten).

### Wortlaut
Art. 14 Abs. 2 (neu)

2 Die Ehe ist die auf Dauer angelegte und gesetzlich geregelte Lebensgemeinschaft von Mann und Frau. Sie bildet in steuerlicher Hinsicht eine Wirtschaftsgemeinschaft. Sie darf gegenüber andern Lebensformen nicht benachteiligt werden, namentlich nicht bei den Steuern und den Sozialversicherungen.

## Volksabstimmung
Die Schweizer Stimmberechtigten stimmten am 28. Februar 2016 über die Initiative ab. Der Bundesrat und die Bundesversammlung empfahlen dabei Volk und Ständen, die Initiative abzulehnen. Kritiker hatten moniert, dass es den Initiatoren nicht nur um die Abschaffung der sogenannten «Heiratsstrafe» ging, sondern durch Voranstellung einer Definition der Ehe als Verbindung von Mann und Frau auch um die Manifestierung einer «rückständigen Ehe-Definition», die gleichgeschlechtliche Beziehungen diskriminieren würde, weswegen sich Kampagnen auf diesen Aspekt konzentrierten. Die Initiative erreichte das Ständemehr, scheiterte jedoch knapp am Volksmehr.

Ergebnisse nach Kantonen

| Kanton                           | Ja (%) | Nein (%) | Beteiligung (%) |
| -------------------------------- | ------ | -------- | --------------- |
| Aargau                           | 52,8   | 47,2     | 64,3            |
| Appenzell Ausserrhoden           | 49,5   | 50,5     | 66,6            |
| Appenzell Innerrhoden            | 55,6   | 44,4     | 59,6            |
| Basel-Landschaft                 | 49,4   | 50,6     | 63,4            |
| Basel-Stadt                      | 39,5   | 60,5     | 66,6            |
| Bern                             | 46,2   | 53,8     | 61,0            |
| Freiburg                         | 53,6   | 46,4     | 63,6            |
| Genf                             | 46,7   | 53,3     | 55,4            |
| Glarus                           | 51,7   | 48,3     | 57,9            |
| Graubünden                       | 49,4   | 50,6     | 61,0            |
| Jura                             | 60,1   | 39,9     | 55,3            |
| Luzern                           | 50,8   | 49,2     | 68,0            |
| Neuenburg                        | 51,9   | 48,1     | 57,6            |
| Nidwalden                        | 54,6   | 45,4     | 73,6            |
| Obwalden                         | 54,7   | 45,3     | 72,5            |
| Schaffhausen                     | 51,3   | 48,7     | 75,8            |
| Schwyz                           | 54,5   | 45,5     | 68,9            |
| Solothurn                        | 51,7   | 48,3     | 64,1            |
| St. Gallen                       | 53,0   | 47,0     | 62,5            |
| Tessin                           | 54,7   | 45,3     | 68,0            |
| Thurgau                          | 54,0   | 46,0     | 59,7            |
| Uri                              | 50,9   | 49,1     | 73,3            |
| Waadt                            | 45,7   | 54,3     | 58,4            |
| Wallis                           | 57,0   | 43,0     | 63,3            |
| Zug                              | 51,6   | 48,4     | 69,9            |
| Zürich                           | 43,5   | 56,5     | 65,6            |
| Schweizerische Eidgenossenschaft | 49,2   | 50,8     | 61,8            |

## Aufhebung der Abstimmung durch Bundesgericht
Im Juni 2018 wurde bekannt, dass der Bundesrat im damaligen Abstimmungsbüchlein falsche Zahlen verwendete. Es wurde von 80'000 statt rund 454'000 betroffenen Doppelverdiener-Ehepaaren gesprochen. In der Folge reichte die CVP am 18. Juni 2018 in mehreren Kantonen eine Beschwerde gegen die Volksinitiative ein. Nach Abweisung durch die Kantonsregierungen wandte sich die Partei an das Bundesgericht. Dieses entschied am 10. April 2019 in zwei Urteilen (BGE 145 I 207 erfolgte in französischer Sprache und Urteil BGer 1C_315/2018 in deutscher Sprache), dass die Abstimmung aufgehoben wird. Drei der fünf Richter erachteten die Abstimmungsfreiheit als verletzt. Ein Grund für diesen Entscheid war der knappe Ausgang der Abstimmung.
Es handelte sich um die erste Annullierung einer gesamtschweizerischen Abstimmung in der Geschichte der Schweiz. Annullierungen von Abstimmungen gab es bis dahin erst auf Bezirksebene (z. B. Kantonswechsel des Laufentals, Abstimmung von 1983) oder auf Gemeindeebene (Kantonswechsel von Moutier, Abstimmung von 2017).

## Rückzug der Initiative
Nach dem Entscheid des Bundesgerichts war zunächst während mehrerer Monate unklar, wie dem Urteil Rechnung getragen werden sollte. Zur Diskussion stand unter anderem, die Initiative unverändert nochmals zur Abstimmung zu bringen. Am 4. Januar 2020 kündigte der CVP-Präsident Gerhard Pfister schliesslich an, die Partei wolle die Initiative zurückziehen und eine neue Volksinitiative lancieren. In der neuen Initiative wolle man auf die umstrittene Ehe-Definition verzichten. Das Bundesgericht hatte im Urteil BGE 147 I 206 zu klären, ob die Voraussetzungen für einen Rückzug der Volksinitiative in diesem speziellen, nicht vom Gesetz vorgesehenen Fall, überhaupt zulässig war. Das Gericht bejahte die Zulässigkeit des Rückzuges.